# Cryptoribatula
Cryptoribatula är ett släkte av kvalster. Cryptoribatula ingår i familjen Pirnodidae.
Kladogram enligt Catalogue of Life:
| Cryptoribatula | \| \| Cryptoribatula euaensis \| \| \| \| \| \| Cryptoribatula taishanensis \| \| \| \| |
|                | \| \| Cryptoribatula euaensis \| \| \| \| \| \| Cryptoribatula taishanensis \| \| \| \| |
|                | Huarpescopes                                                                            |
|                |                                                                                         |
|                | Pirnodus                                                                                |
|                |                                                                                         |
|                | Cryptoribatula euaensis                                                                 |
|                |                                                                                         |
|                | Cryptoribatula taishanensis                                                             |
|                |                                                                                         |

|  | Cryptoribatula euaensis     |
|  |                             |
|  | Cryptoribatula taishanensis |
|  |                             |